# Бала махала джамия
Бала махала джамия (на македонска литературна норма: Бала Мала џамија, Бала Маало џамија) е средновековен мюсюлмански храм, намиращ се в град Кичево, Северна Македония.
Джамията е построена в Бала махала, разположена северно от хълма Китино кале. Изградена е през средновековието. Възможно е това да е Мехмет хан джамия, отбелязана в османски дефтер от 1564 година.